# 耶利米

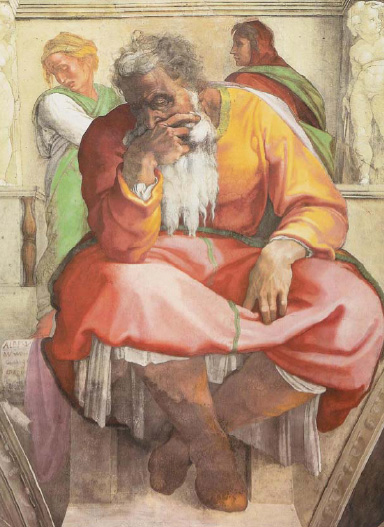
米開蘭基羅於西斯廷礼拜堂天花板上畫的耶利米畫像

耶利米或譯耶肋米亚（希伯來文：יִרְמְיָהוּ，前650年—前570年），是《聖經》中猶大國滅國前，最黑暗時的一位先知，《舊約聖經》中《耶利米書》、《耶利米哀歌》、《列王紀上》及《列王紀下》的作者。生於主前七世紀。他被稱作「流淚的先知」，因為他明知猶太人離棄上帝後，所注定的悲哀命運，但不能改變他們頑梗的心。

## 簡介
耶利米出身於耶路撒冷東北不遠的亞拿突，是便雅憫支派境內祭司希勒家的兒子，生來就有祭司的地位。猶大國約西亞王第十三年（前627年）蒙召，那個時候他可能很年輕。耶利米蒙召時的反應是畏懼和自感不足，但神承諾將引領他未來的路程，最後作先知四十年。
他奉差遣傳神審判的信息，他的逆耳忠言為所愛的同胞所痛恨，一再忍受反對、鞭打、監禁等逼迫，面對百姓的罪惡與神將臨的懲罰，他內心的痛苦與衝突達到極點，但他仍忠心地傳講與國家政策相違的信息，甚至必須與政治，宗教領袖敵對，在那個周圍有各樣攻擊的環境中，神讓耶利米單獨憑著信心繼續傳道。
當新巴比倫王國大軍攻陷耶路撒冷時，耶利米傷心地看著他的預言應驗。在國家淪亡，百姓被擄後，耶利米獲釋，並受巴比倫王尼布甲尼撒優待。耶利米與先知哈巴谷、西番雅、但以理、以西結是同時代的人，他們有人被擄到巴比倫，但耶利米選擇仍留在耶路撒冷。
直到後來，留在耶路撒冷的猶太人叛逆巴比倫，耶利米被迫隨他們逃往埃及，在埃及去世。